# Brachypogon impar
Brachypogon impar är en tvåvingeart som först beskrevs av Oskar Augustus Johannsen 1938.  Brachypogon impar ingår i släktet Brachypogon och familjen svidknott. Inga underarter finns listade i Catalogue of Life.